# ミントマーク

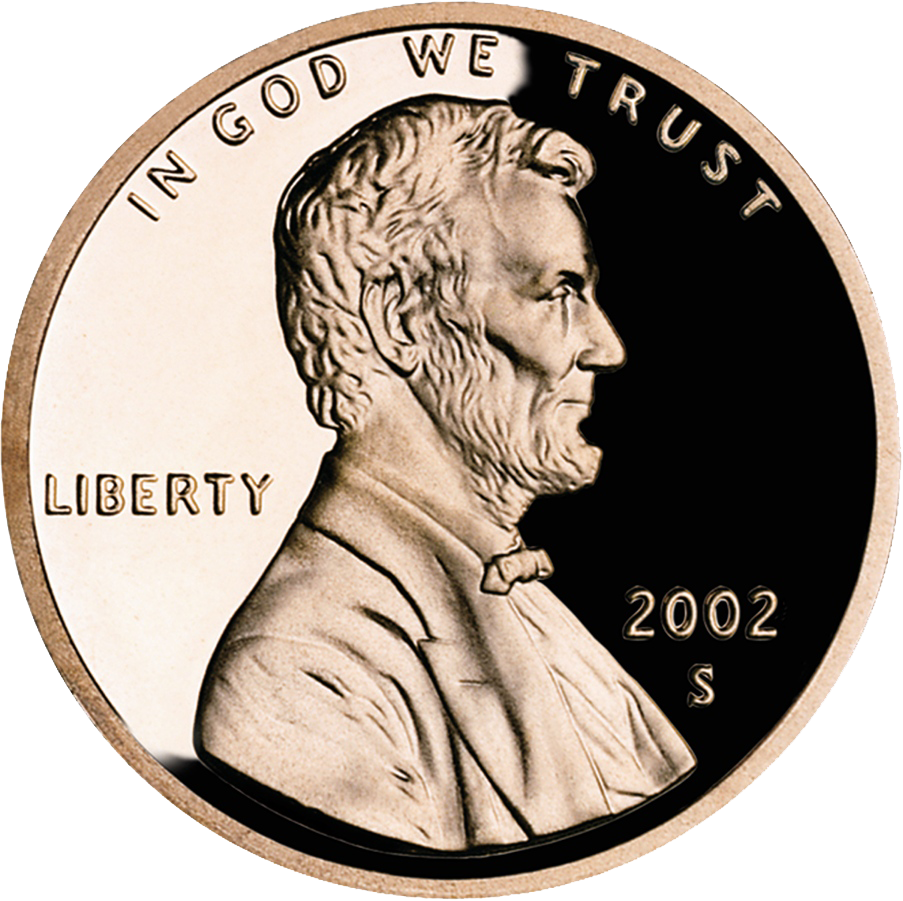
年号の下に"S"のミントマークのある2002年銘のアメリカ1セント硬貨。

ミントマーク (mint mark) とは、コインを鋳造した場所を特定するために、コインの図案や、銘字とは直接関係のない、アルファベットや図案をコイン上の特定の位置に付加したものである。原則として、小さく邪魔にならない位置に配置される。ミントマークのことを日本語では“鋳造刻印”というが、この言葉は最近ではあまり使われなくなり、ミントマークで通じる。
コインは通常自国の造幣局で鋳造されるが、その造幣局が複数存在したり、かつてのスペインやイギリスのごとく、海外に多くの植民地を保有しているような場合には、自国以外の造幣局でコインを鋳造することも多く、これを特定するために付加されるのがミントマークである。
コイン収集の世界では、このミントマークは重要視され、同じコインでもミントマークの違いで希少価値が異なる場合が少なくない。また鋳造所が異なると当然刻印も異なるわけで、各種のバラエティーが存在することとなる。
現在でもドイツやアメリカではコインにミントマークを付加しており、これにより鋳造所が判別できる。

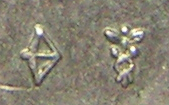
オランダのコインにおけるプリヴィマーク（左）とミントマーク

ミントマークは通常アルファベットの文字で表現されることが多いが、19世紀にはフランスなどを中心に鳥や魚などのモチーフが使われたこともある。現在でもデンマークのコインにはコペンハーゲン造幣局のミントマークであるハートのマークが付加されている他、オランダのユーロコインにおいても、ヘルメスの杖といわれる図案がユトレヒト造幣局のミントマークとして記されている。
なお、同様のマークとして、造幣局長の私的なマーク（プリヴィマーク）が付加されているコインもある。

## 現在使用されている主なミントマーク
- アメリカ：（P-フィラデルフィア、S-サンフランシスコ、D-デンバー）
- ドイツ：（A-ベルリン、D-ミュンヘン、F-フランクフルト、G-カールスルーエ、J-ハンブルク）
- フランス：（A-パリ）
- イタリア：（R-ローマ）
- スイス：（B-ベルン）

などがある。